# Diga di Assuan
La diga di Assuan, chiamata in arabo السد العالي‎?, al-Sadd al-ʿĀlī, "Alta Diga", è la più grande e più moderna delle due dighe sul Nilo che si trovano nei pressi della prima cateratta del Nilo, vicino alla città di Assuan (Aswān), in Egitto.
La diga fu voluta dall'allora leader egiziano Gamal Abdel Nasser per far fronte alla difficile situazione che vedeva l'Egitto fra i Paesi più aridi al mondo: la costruzione dell'imponente progetto avrebbe reso coltivabili, inondandoli, 10.000 chilometri quadrati di deserto, aumentando di un terzo il terreno coltivabile del Paese. Inoltre, sfruttando l'energia idroelettrica ivi prodotta, si sarebbe potuto aumentarne la produzione di circa la metà.

## Storia della costruzione
Nel 1899 i britannici, che avevano invaso ed occupato l'Egitto nel 1882, iniziarono a costruire una diga nei pressi di Assuan, terminandola nel 1902. Alcuni siti archeologici della zona, come il tempio di File, dovettero essere spostati per non essere sommersi dall'acqua del bacino che si sarebbe creato con la diga.
Il progetto iniziale prevedeva una diga lunga 1900 m e alta 54 m, ben presto queste dimensioni si dimostrarono inadeguate, per questo in due fasi successive si alzò la diga, prima tra il 1907 e il 1912 e poi tra il 1929 e il 1933. Quando, nel 1946 il livello dell'acqua quasi superò l'altezza della diga si decise che invece di aumentare per la terza volta l'altezza della diga sarebbe stato più utile costruire una nuova e più grande diga 6 km a monte della vecchia diga.

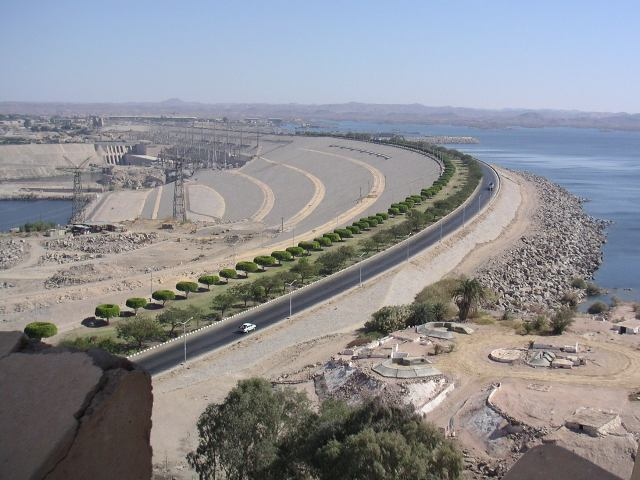
La diga di Assuan ripresa dal Memoriale dell'amicizia Egiziano-Sovietico

Il progetto della Grande Diga prese avvio nel 1952, utilizzando gli studi preliminari elaborati, con l'aiuto dell'ingegnere italiano Luigi Gallioli, da Adrian Daninos, un greco nato in Egitto e poi emigrato in Europa, esattamente dopo la rivoluzione di Nasser.
L'anno successivo l'Egitto aveva avviato contatti internazionali per ottenere finanziamenti per la sua realizzazione: al Cairo il segretario di Stato americano John Foster Dulles aveva confermato agli egiziani l'intenzione americana di aiutare finanziariamente l'impresa e lo stesso aveva fatto il Regno Unito e la Banca internazionale per la ricostruzione e lo sviluppo (IBRS). Nel 1955 il governo statunitense precisò che il prestito era di ben 56 milioni di dollari, ai quali si aggiungevano i 14 del Regno Unito, mentre la IBRS confermava le ampie garanzie sugli altri finanziamenti: in totale il finanziamento raggiungeva circa 270 milioni di dollari. Ma col passare del tempo la buona volontà americana di aiutare la costruzione della diga si andava affievolendo, visto che il colonnello Nasser andava cercando aiuti economici e tecnici anche presso l'Unione Sovietica, assieme alla proposta di ricevere forniture di armi.

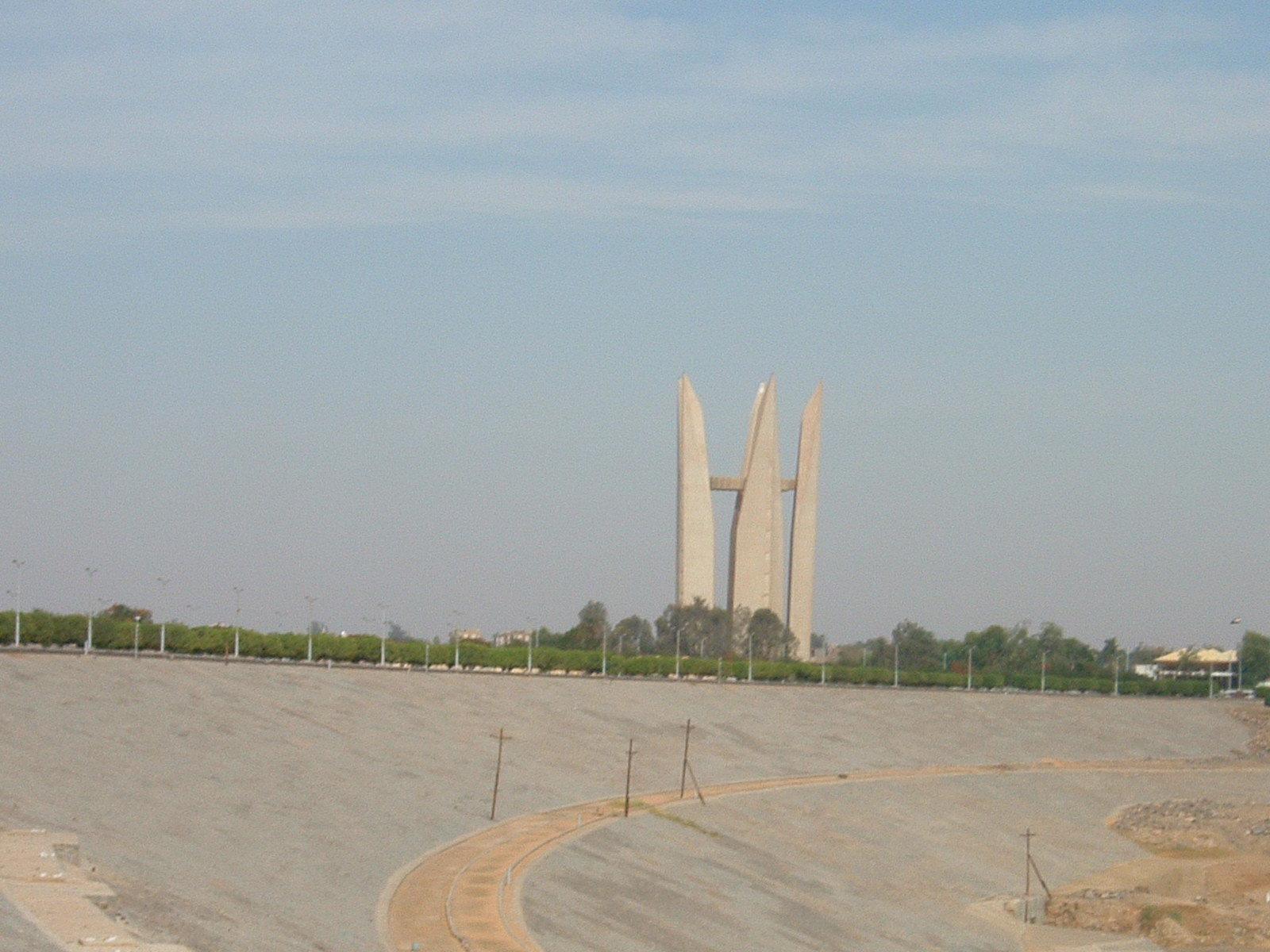
Veduta del lato nord della diga con sullo sfondo il Memoriale dell'amicizia Egiziano-Sovietico

Nei primi mesi del 1956 il governo degli Stati Uniti continuò a temporeggiare, sostenendo che prima di concedere il prestito era necessario concludere alcuni adempimenti formali, tra cui il raggiungimento di un accordo tra tutti gli stati attraversati dal Nilo. Contemporaneamente Nasser concesse ad un giornale statunitense un'intervista, con cui fece conoscere al mondo che anche l'Unione Sovietica era interessata a finanziare la costruzione della diga.
In questa situazione incerta, dove vi furono continui contatti tra Egitto e Unione Sovietica, culminati con la visita del ministro sovietico degli esteri Dmitrij Trofimovič Šepilov, e dove era evidente che Nasser stava cercando di trarre il maggiore vantaggio possibile sia dal blocco occidentale che da quello orientale, finirono per indurre gli Stati Uniti a ritirare la loro offerta di finanziamento: la decisione statunitense fu resa pubblica il 19 luglio 1956, quando Foster Dulles dichiarò che il denaro non era più disponibile per l'Egitto, seguito il giorno successivo anche da una analoga dichiarazione del governo britannico. Lo stesso 20 luglio Nasser rientrò in patria dalle isole Brioni, dove si trovava per un incontro con Tito e Nehru.
Dunque il governo egiziano decise di proseguire nel progetto utilizzando le entrate dovute alla nazionalizzazione del canale di Suez.
Nel 1958 in piena guerra fredda intervenne l'Unione Sovietica proponendo di pagare, come regalo all'Egitto, un terzo dei costi della costruzione e di fornire assistenza sia a livello tecnico che progettuale e di macchinari.
La costruzione iniziò nel 1960 e l'Alta Diga fu terminata il 21 luglio del 1970, mentre la creazione del bacino che avrebbe accolto le acque si era completata nel 1964 e da quel momento si era iniziato a riempire anche se la diga non era ancora stata completata, fino a raggiungere la capacità massima nel 1976.
La diga fin dall'inizio spaventò gli archeologi, in quanto il sito archeologico di Abu Simbel e molti altri templi della Nubia rischiavano di essere sommersi dalle acque del bacino che si sarebbe creato. Nel 1960 l'UNESCO lanciò una grandiosa operazione internazionale per risolvere questo problema, vennero localizzati i monumenti che sarebbero stati sommersi, quindi spostati in posti più sicuri e qualcuno fu regalato ai paesi che contribuirono a questa opera di salvataggio, come il tempio di Ellesija, ora conservato al Museo egizio di Torino, donato all'Italia. Gli altri templi si trovano a Madrid (Tempio di Debod), al Metropolitan Museum d'Arte di New York (Tempio di Dendur), al Museo Egizio di Berlino (la porta del Tempio di Kalabsha), mentre il Tempio Taffa è stato spostato al Rijksmuseum van Oudheden a Leida, nei Paesi Bassi. Altri templi (Semna Est, due templi della fortezza di Buhen, un tempio da Aksha e la pietra tombale di Djehutihotpe) furono trasportati a Khartum in Sudan.

## Benefici della diga

La diga di Assuan (foto da satellite NASA)

La diga nuova è un'opera immensa, è lunga 3600 m e larga 980 m alla base e 40 m sulla sommità, per un'altezza di 111 m; il volume è di 43 milioni di metri cubi.
Le chiuse, quando sono aperte al massimo, possono far defluire fino a 11.000 m³/s di acqua.
L'invaso artificiale ha formato il lago Nasser, che ha una superficie di circa 6000 km², è lungo 480 km e largo fino a 16 km e contiene tra i 150 e i 165 km³ di acqua. 
Gli effetti delle pericolose inondazioni del 1964 e del 1973 e delle carestie del 1972-73 e del 1983-84 furono mitigati dalla presenza della diga. Inoltre, nelle vicinanze del lago Nasser, si è sviluppata un'industria di pesca che però non riesce a decollare poiché si trova lontana da mercati principali di assorbimento del pesce.
La diga ha 12 generatori di corrente ciascuno di 175 MW per una potenza installata di più di 2 GW. Riesce quindi a generare più della metà dell'energia elettrica necessaria all'Egitto e negli anni settanta permise a quasi tutti gli egiziani di avere per la prima volta una connessione elettrica.

## Problemi ambientali
La realizzazione della diga di Assuan ha avuto grandi conseguenze sul fragile equilibrio dell'ecosistema che durava ormai da migliaia di anni, soprattutto perché in fase di progettazione non si è tenuto conto dell'impatto ecologico che l'opera avrebbe avuto sulla fauna, la flora e anche l'economia delle popolazioni che abitavano la zona.
Le conseguenze ambientali, che sono state numerose, si possono così riassumere:
- sedimentazione eccessiva nelle acque a monte della diga,
- erosione di quelle a valle,
- scomparsa di specie che migravano lungo il corso del Nilo,
- distruzione e aumento della salinità del delta (con la diminuzione della forza del Nilo, le acque salate del Mediterraneo sono avanzate lungo il corso del fiume),
- diminuzione della produttività della pesca lungo il fiume,
- diminuzione della fertilità dei terreni a valle della diga perché senza inondazioni il limo non raggiunge il suolo,
- migrazione di animali marini nel fiume a causa dell'aumento della salinità,
- aumento del livello delle acque freatiche nei campi vicini al fiume con conseguente ristagno idrico (che a sua volta provoca la diffusione di patogeni fungini),

Per le popolazioni c'è stato un aumento di rischi sanitari visto che i canali di irrigazione e le rive del lago Nasser sono l'habitat ideale di animali che trasmettono malattie come la zanzara Anopheles che trasmette la malaria e alcune lumache che diffondono il parassita della bilharziosi.
Più di 90 000 persone dovettero lasciare le loro abitazioni per non essere sommerse dal lago artificiale.

## Panorama

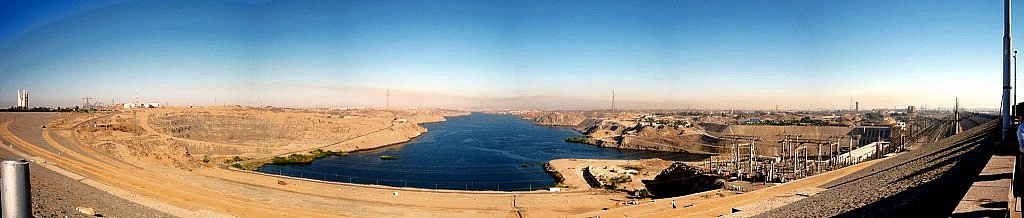
Panorama sulla diga di Assuan